# Тверской трамвай
Тверско́й трамвай — закрытая трамвайная система в Твери, работавшая с 28 августа 1901 года по 14 ноября 2018 года. Управлялась МУП «ПАТП-1» г. Твери и обслуживалась одним трамвайным парком.
Первая линия длиной 6.3 км связала Восьмиугольную площадь (ныне — площадь Ленина) с Морозовской фабрикой (Пролетарка) и с железнодорожным вокзалом. В феврале 1918 года система была национализирована, в 1929—1930 годах перешита на русскую колею. В октябре 1941 года пассажирское движение было прекращено в связи с оккупацией города, 16 декабря 1941 года город освободили от немцев, 5 февраля 1942 года частично восстановлено трамвайное движение, полностью возобновилось лишь в 1945 году.
На пике развития система состояла из 18 маршрутов общей длиной более 40 километров, которые обслуживались двумя трамвайными депо и 248 вагонами. С 1997 года маршрутная сеть начала постепенно сокращаться, что было вызвано ростом количества коммерческого транспорта, а также износом подвижного состава и путевой инфраструктуры.

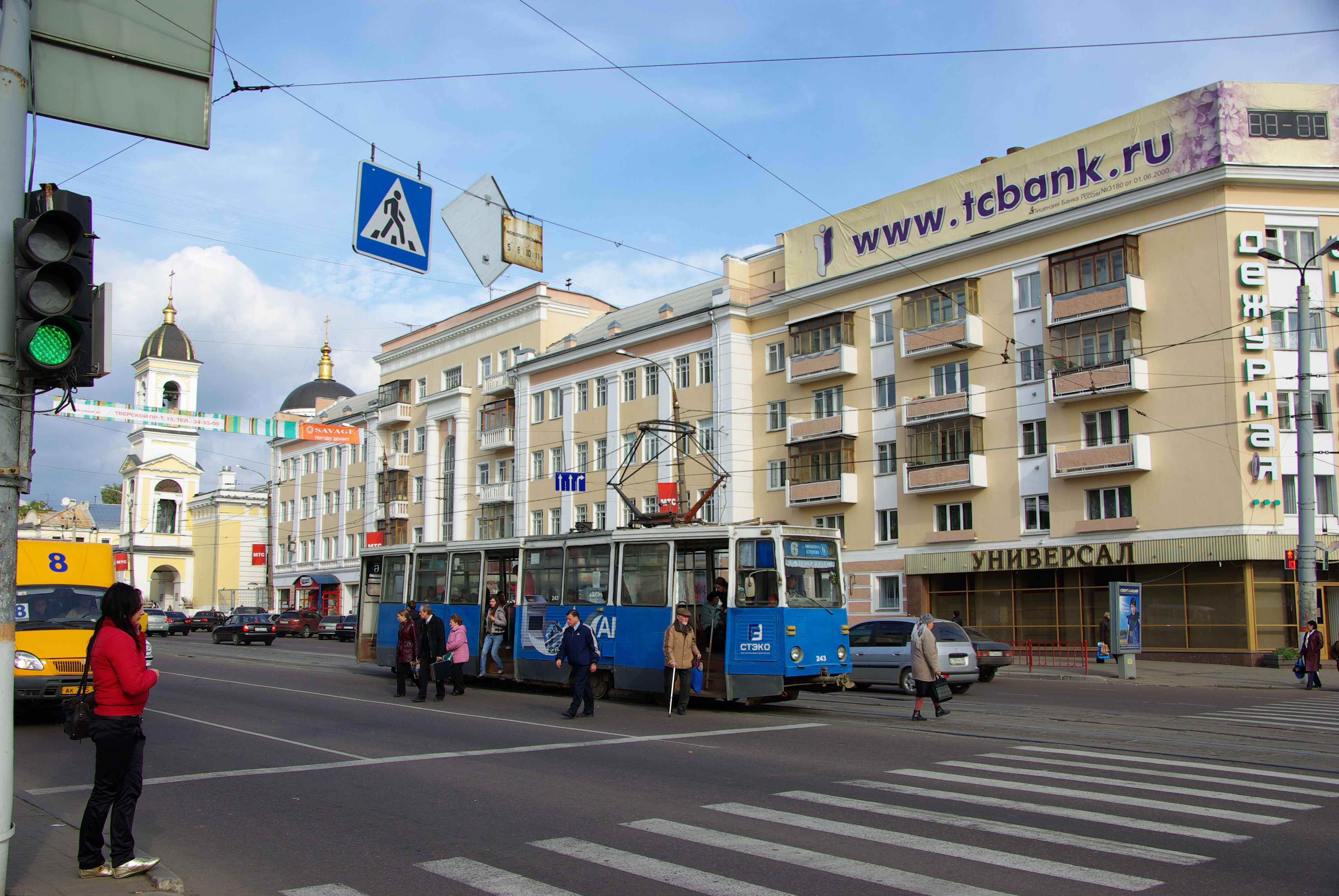
Тверской трамвай в нулевые годы: вагон 71-605 в центре (2008)

С 17 августа по 28 октября 2015 года вся трамвайная система была закрыта для ремонта, после чего движение возобновилось лишь на двух маршрутах. С 21 марта 2016 года движение по маршруту № 14 было окончательно прекращено, а 11 августа 2017 года был начат демонтаж путей и контактной сети по его трассе.
14 ноября 2018 года трамвайное движение было вновь прекращено, как сообщила компания-перевозчик, временно. В течение всего 2019 года осуществлялся демонтаж остатков инфраструктуры, несмотря на неоднократные заявления местных властей о том, что движение трамваев будет возобновлено после проведения ремонта путей. Водителей трамваев начали переводить на работу в троллейбусный парк на различные технические должности, не связанные с управлением транспортом..
7 августа 2019 года все вагоновожатые, а также монтёры путей и вспомогательный персонал трамвайного парка, были уволены. В этот же день начался демонтаж подвеса контактной сети и путей по трассе последнего действовавшего маршрута. Также было заявлено о консервации подвижного состава трамвайного парка. В октябре 2019 года часть вагонов, принятых на хранение, была порезана на металлолом.
Городская администрация заявила, что демонтаж необходим для того, чтобы в полном объёме отремонтировать дорожное полотно, и что это не предполагает прекращения движения трамваев в городе, дальнейшее развитие которого предусмотрено генпланом города. При этом, при демонтаже контактной сети и путей был также демонтирован подъездной путь от трамвайного парка, проходивший по улице Благоева, и соединявший парк со всей остальной трамвайной сетью — что делает невозможным возобновление движения в ближайшей перспективе.
В феврале 2023 года инициативная группа жителей Твери направила в адрес председателя Следственного комитета Российской Федерации заявление о проведении процессуальной проверки по факту ликвидации трамвайного и троллейбусного (в 2020 году) движения. Руководителю Следственного управления СК РФ по Тверской области было поручено возбудить уголовное дело и представить доклад о предварительных результатах его расследования.

## История
1 мая 1930 года трамвайная линия продлена от площади Ленина к Советской больнице (Московская пл.). В 1931 году открылось движение трамваев по маршруту Вагонзавод — Пожарная площадь (4,75 км), также была построена соединительная ветвь от площади Мира к площади Революции через Старый мост (0,75 км). В 1932 году была введена в строй линия грузового трамвая от Староволжского моста до Савватьевских торфоразработок (Старая Константиновка). Кроме того, к концу 1932 г. относится строительство 3-х оборотных колец — у Вокзала, Совбольницы и Пролетарки. Эксплуатация колец дала возможность без лишних манёвров пускать двух-и трехвагонные трамвайные поезда. 1934 год отмечен строительством загородной однопутной линии от фабрики «Пролетарка» до фабричного поселка им. Ворошилова (ул. Республиканская) длиной 2,7 км с устройством павильона на конечном пункте. В 1936 году построена однопутная линия в Новопромышленный район от Советской больницы до Московской заставы (пл. Гагарина). В 1937 году по требованию Управления заводов-новостроек — КРеПЗа и завода 513 — трамвайный путь от Московской заставы был удлинен до строительной площадки этих заводов. В 1939 г. по специальному постановлению правительства были выделены средства в сумме 300 тыс. руб. на строительство Мигаловской линии. Одноколейный трамвайный путь, протяжением в 2,3 километра, был построен в течение 3-х месяцев к 22-й годовщине Октябрьской революции. В 1940 г. был построен одноколейный трамвайный путь от Вагонзавода до Горбатого моста.
В конце 1940 г. действовало 8 трамвайных маршрутов:
- № 1. Пролетарка — Совбольница (4,8 км)
- № 2. Пролетарка — Вокзал (6,7 км)
- № 3. Вагонзавод — Мясокомбинат (5,3 км)
- № 4. Вагонзавод — КРеПЗ (8 км)
- № 5. Горбатый мост — Вокзал (7,5 км)
- № 6. Пролетарка — фабрика им. Ворошилова (2,3 км)
- № 7. Мясокомбинат — деревня Старая Константиновка (3 км)
- № 8. Пролетарка — посёлок Мигалово (4,5 км)

22 июня 1941 года началась Великая Отечественная война. Под ударами врага, оказывая ожесточенное сопротивление, Красная Армия с боями отступала на восток. К началу октября фронт подошел к Калинину. 14 октября немецко-фашистские войска ворвались в город, завязались уличные бои, в ходе которых многие трамвайные вагоны, брошенные на улицах городах были уничтожены, кроме того нередко они становились частью баррикад, перекрывавших улицы города. 17 октября немецко-фашистские войска почти полностью заняли город, в руках Красной Армии осталось только небольшая часть Затверечья (противник не смог выбить оттуда подразделения 256-й стрелковой дивизии). Во время оккупации тверской трамвай был разрушен (было уничтожено и вывезено в Германию 43 км трамвайных путей).
Калинин освободили 16 декабря 1941 года 29-я и 31-я Армии Калининского фронта. Практически сразу после освобождения города встала задача восстановить трамвайное сообщение, поэтому в трамвайный парк посылали несколько директоров, однако они не справились с поставленной задачей. Удалось это Филатову Анатолию Ивановичу. Первый трамвай прошёл по рельсам города 5 февраля 1942 года. Трамвайные пути были восстановлены, трамвайные вагоны получены из Саратова — и в 1945 году трамвай был восстановлен в довоенном объёме. Анатолий Иванович создал подсобное хозяйство, где выращивали овощи и держали свиней, так что сотрудники не голодали. Это хорошо помнит Клавдия Ивановна Тяпина — председатель Тверского партизанского движения. Директор Анатолий Иванович Филатов получил телеграмму с благодарностью от имени Сталина.
В 1956 году открыто движение трамваев по Новому мосту, а через год закрыт дублирующий участок, проходящий от пл. Мира до пл. Революции. В 1954-60 гг. велось активное строительство новых трамвайных линий в Новопромышленном районе. Линия начиналась от бывшей Московской заставы (теперь пл. Гагарина), следовала в южном направлении до Рыбокоптильного завода с ответвлением в западном направлении по Новопромышленной улице, до просп. Чайковского. По мере укладки пути участки вступали в эксплуатацию. В октябре 1954 года возник маршрут № 8 от завода «Искож» до Новопромышленной пл., потом он был продлен до Швейной фабрики, потом через Круглую площадь до Вокзала в 1960 году. В 1962 году построен и введен в эксплуатацию двухколейный участок рельсовых путей по улице Орджоникидзе от Новопромышленной площади (ныне Терешковой) до Рыбокомбината. В 1967 г. построена новая трамвайная линия от проспекта Калинина, через новый Тьмацкий мост у Камвольного комбината, улицу Спартака, проезд Дарвина до проспекта Чайковского. В ноябре 1967 году был организован новый маршрут № 13 от 1-й Республиканской улицы по просп. Калинина, ул. Спартака, проспекту Победы, ул. Орджоникидзе до Рыбокомбината.
В 1970—1974 гг. осуществлено строительство трамвайной линии по улицам Благоева — Хрустальной, на участке от ул. Горького до Кольцевой ул. Возникновение этой линии связано со строительством подъездного пути к трамвайному депо № 2. После реконструкции Кооперативного переулка (Тверской проспект) в 1973—1976 гг. с улицы Урицкого перенесены рельсовые пути трамвая.

Карта трамвайной сети в пике своего развития, с указанием конечных и главных улиц в 1990-е годы.

Одновременно с открытием Восточного моста 6 ноября 1981 году был введён новый, 15-й маршрут трамвая «Рыбокомбинат — ул. Маяковского — дер. Старая Константиновка». В 1984 году введен в эксплуатацию участок от Железнодорожного вокзала до Автовокзала. 31 декабря 1988 года открыт новый трамвайный маршрут № 17 «пос. им. Крупской — Искож». Трамвайные маршруты № 12 и № 15 продлены до кольца «пос. им. Крупской». В 1990 году проложена линия от кольца «пос. им. Крупской» до микрорайона Южный, все маршруты продлены, кольцо «пос. им. Крупской» стало использоваться для разворота при сходе впереди идущего трамвая с рельсов, либо при отклонении от расписания. В 1993 году был открыт трамвайный маршрут № 18 «Кольцевая ул. — ДСК». В инвентаре двух депо числилось 248 вагонов. Трамвайная система достигла пика своего развития.
26 мая 1997 года прекращено трамвайное движение по улицам Софьи Перовской и Советской до пересечения с Тверским проспектом. В 1999 году трамваи перестали ходить по всей Советской улице и улице Вагжанова.
В 1997 году Маршрут № 10 продлён от бульвара Цанова до Южного.
1 июня 2004 года закрыта трамвайная линия, проходящая через Восточный мост, маршрут № 15 перенаправлен на Новый мост, маршрут № 10 вновь сокращён до бульвара Цанова. В 2009 году было закрыто три линии — линия от Республиканской улицы до поселка Мигалово, участок от пл. Терешковой до комбината «Искож» и линия от бульвара Цанова в Южный.
В конце июля 2014 года по причине плохого состояния путей была закрыта линия 6 трамвая от деревни Старая Константиновка до пересечения Комсомольского Проспекта с улицей Горького. Также в этом году были озвучены планы по возобновлению к 2016 году маршрута № 7 «ДСК — Республиканская улица» и постепенному обновлению парка трамваев.
17 августа 2015 года на ремонт закрылась вся трамвайная система. В ходе работ была проведена замена рельсошпальной решетки на участке Тверского проспекта от площади Капошвара до улицы Желябова, а также выправка пути на всем протяжении маршрута № 5. 24 октября началась обкатка новых путей, а 28 октября на улицы Твери вернулся 5 маршрут. 26 декабря заработал маршрут № 14, но 21 марта 2016 года он снова прекратил работу.

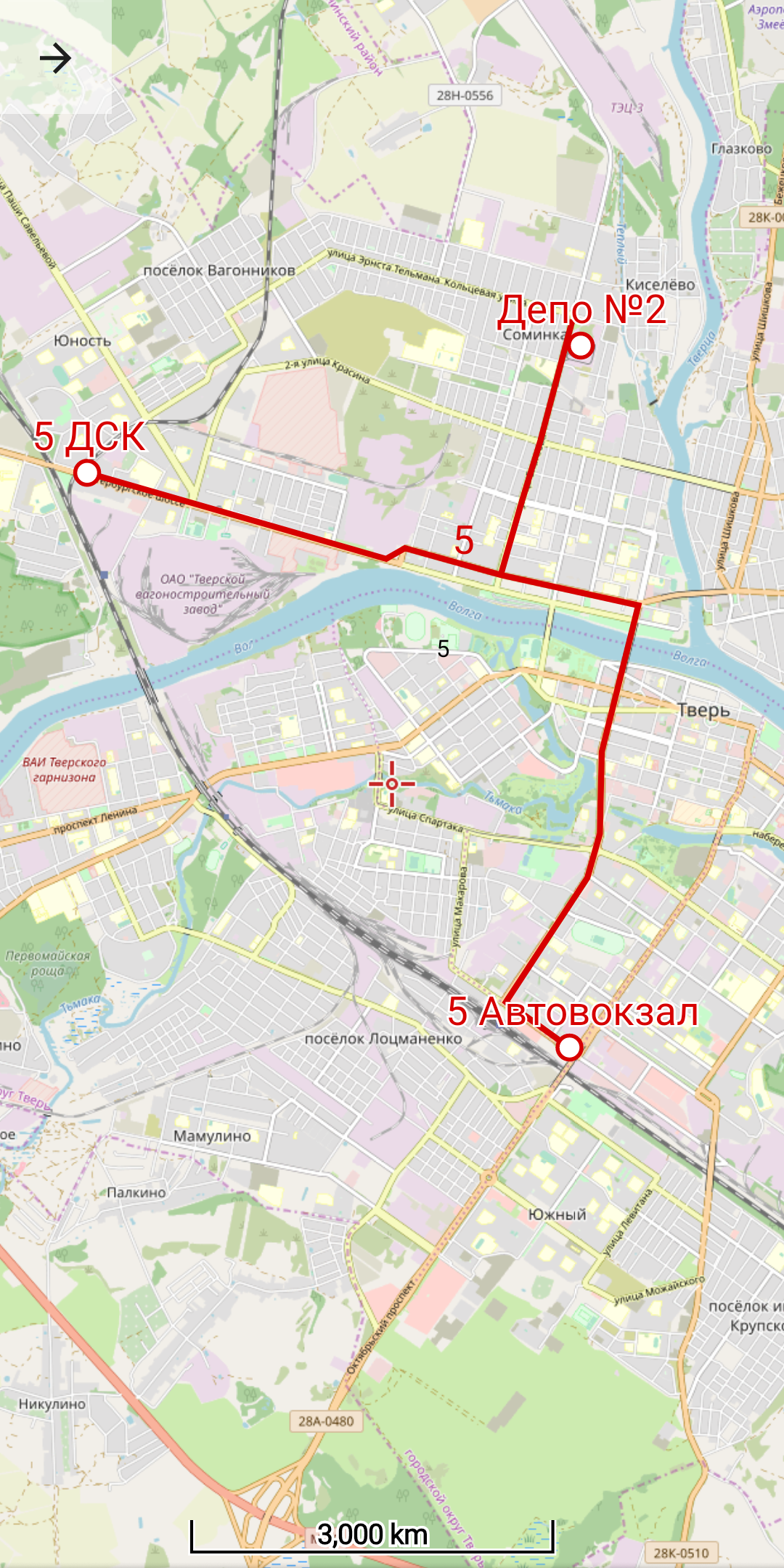
Карта трамвайной сети в 2016—2017 годах

В апреле 2016 года начался демонтаж путей от Пролетарки до Комсомольской площади.
С 24 августа 2017 года трамвайное движение по единственному оставшемуся маршруту № 5 прекращено. Это было связано с проведением текущего ремонтом автодорожной сети города, во время которого планировалось провести ремонт трамвайных путей на совмещённом участке от площади Капошвара до выделенной линии на проспекте Чайковского. По первоначальной информации, работы должны были продлиться десять дней.
8 сентября 2017 года трамвайное движение возобновлено по единственному маршруту № 5.
21 августа 2018 года — демонтаж трамвайных путей на проезде Дарвина и улице Спартака.
14 ноября 2018 года — трамвайное движение по единственному маршруту № 5 остановлено на неопределённый срок.
В апреле 2019 года была представлена концепция развития реконструкции и восстановления трамвайной системы. По оценкам авторов документа, реализация положений документа потребует не менее 1.4 млрд рублей.
7 августа 2019 года — появилась информация об увольнении всех вагоновожатых трамвайного парка (28 человек), на оставшемся маршруте начался демонтаж контактной сети на улице Горького на участке от Комсомольского проспекта до улицы Зинаиды Коноплянниковой. В будущем планируется демонтаж рельсов, несмотря на заверения властей «о сохранении трамвайного движения в городе», вагоны находятся на консервации в депо.
Сентябрь 2020 — ведется утилизация законсервированных вагонов. Точное количество списанных вагонов неизвестно.

## Подвижной состав
По состоянию на октябрь 2020 года в распоряжении компании-перевозчика находились следующие модели трамваев:
| На хранении |                    |                    |            | |
| Фото        | Модель             | Модель             | Количество | Примечание |
|             | 71-911 «City Star» | 71-911 «City Star» | 8 вагонов  | 5 вагонов поступили в конце июня 2015 года, eще 3 вагона поступили в октябре 2015 года С августа 2016 года вагоны периодически отставлялись от эксплуатации по причине многочисленных поломок, часть из них была отправлена для ремонта на завод-изготовитель. В конце февраля 2017 года все вагоны были вновь отставлены от эксплуатации, и возвращены к работе в июне. |

| Ранее эксплуатировались |            |            |            | |
| Фото                    | Модель     | Модель     | Количество | Примечание |
|                         | Tatra T3SU | Tatra T3SU | 6 вагонов  | Последний вагон был списан и порезан на металлолом 03.07.2020                                                                                                |
|                         | 71-608КМ   | 71-608КМ   | 6 вагонов  | В 2016 году десять вагонов были получены б\у от ГУП «Мосгортранс», из них эксплуатировалось шесть. Последний вагон списан и порезан на металлолом 03.07.2020 |
|                         | Tatra T6B5 | Tatra T6B5 | 8 вагонов  | Списаны, порезаны на металлолом |
|                         | 71-605A    | 71-605A    | 3 вагона   | Списаны, порезаны на металлолом |
|                         | ЛМ-99АЭН   | ЛМ-99АЭН   | 2 вагона   | Списаны в конце января 2018 года, порезаны на металлолом |
|                         | 71-608К    | 71-608К    | 14 вагонов | Списаны, порезаны на металлолом |

## Закрытые маршруты

Схема-реконструкция полной маршрутной сети за 1992—1993 годы. Красными линиями выделены маршруты парка «Площадь Капошвара» (№ 1), розовыми — парка «Соминка» (№ 2)

- 1. Мигалово – Искож. Закрыт в середине 2000 года.
- 2. Мигалово – Автовокзал. Закрыт 26 мая 1997 года[29].
- 3. ДСК – Константиновка. Закрыт 27 июля 2010 года в связи с убыточностью[30].
- 4. ДСК – Искож. Закрыт 1 июня 2004 года из-за аварийного состояния Восточного моста, заменен трамваем № 17, проработавшим до 1 сентября 2004 года[29].
- 5. ДСК – Автовокзал. Закрыт 14 ноября 2018 года в связи с сильным износом трамвайных путей на проспекте Чайковского и улице Коминтерна. Был последним действовавшим трамвайным маршрутом в Твери[31].
- 6. Автовокзал – Константиновка. Закрыт 1 августа 2014 года по причине сильного износа рельсового полотна на улице Академика Туполева[32].
- 7. ДСК – Мигалово. Закрыт в октябре 1992 года в связи с убыточностью[29].
- 8. Искож – Автовокзал. Закрыт 12 октября 2009 года[30].
- 9. КСМ-2 – бульвар Цанова. Закрыт в марте 1993 года в связи с убыточностью[29].
- 10. ДСК – бульвар Цанова. Закрыт 17 августа 2015 года в связи с сильным износом рельсового полотна и началом проведения ремонтно-восстановительных работ, после которых возобновление работы маршрута не планировалось[33].
- 11. Кольцевая улица – Автовокзал. Закрыт 17 августа 2015 года по той же причине, что и № 10[33].
- 12. Южный – Республиканская улица. Закрыт 12 октября 2009 года[30].
- 13. Республиканская улица – бульвар Цанова. Закрыт 17 августа 2015 года по той же причине, что и № 10 и № 11[33].
- 14. Пролетарка – Автовокзал. Закрыт 21 марта 2016 года в связи с убыточностью[34].
- 15. Южный – Константиновка. Закрыт 20 апреля 2009 года в связи с убыточностью[30].
- 16. Мигалово – Константиновка. Закрыт в сентябре 2001 года[29].
- 17. Южный – Искож. Закрыт 12 октября 2009 года[30].
- 18. ДСК – Кольцевая улица. Закрыт в 2001 году, также работал 30 и 31 декабря 2014 года как временный[29][32].

## Трамвайные парки

Схема расположения трамвайных депо в Твери

Закрытые
| Закрытые трамвайные парки               |                |                |                |                   |                                  |                                                               |
| Парк                                    | Дата открытия  | Дата открытия  | Дата закрытия  | Нумерация вагонов | Адрес                            | Обслуживались маршруты                                        |
| Трамвайный парк № 1 (Площадь Капошвара) | 1 июля 1934    | 1 июля 1934    | 1 октября 2010 | 0хх               | г. Тверь, просп. Чайковского, 17 | 1, 2, 4, 8, 12, 13, 14, 16, 17                                |
| Трамвайный парк № 2 (Соминка)           | 23 января 1976 | 23 января 1976 | 14 ноября 2018 | 0хх               | г. Тверь, Хрустальная ул., 1     | После закрытия трамвайного парка № 1 обслуживал все маршруты. |

## Управление

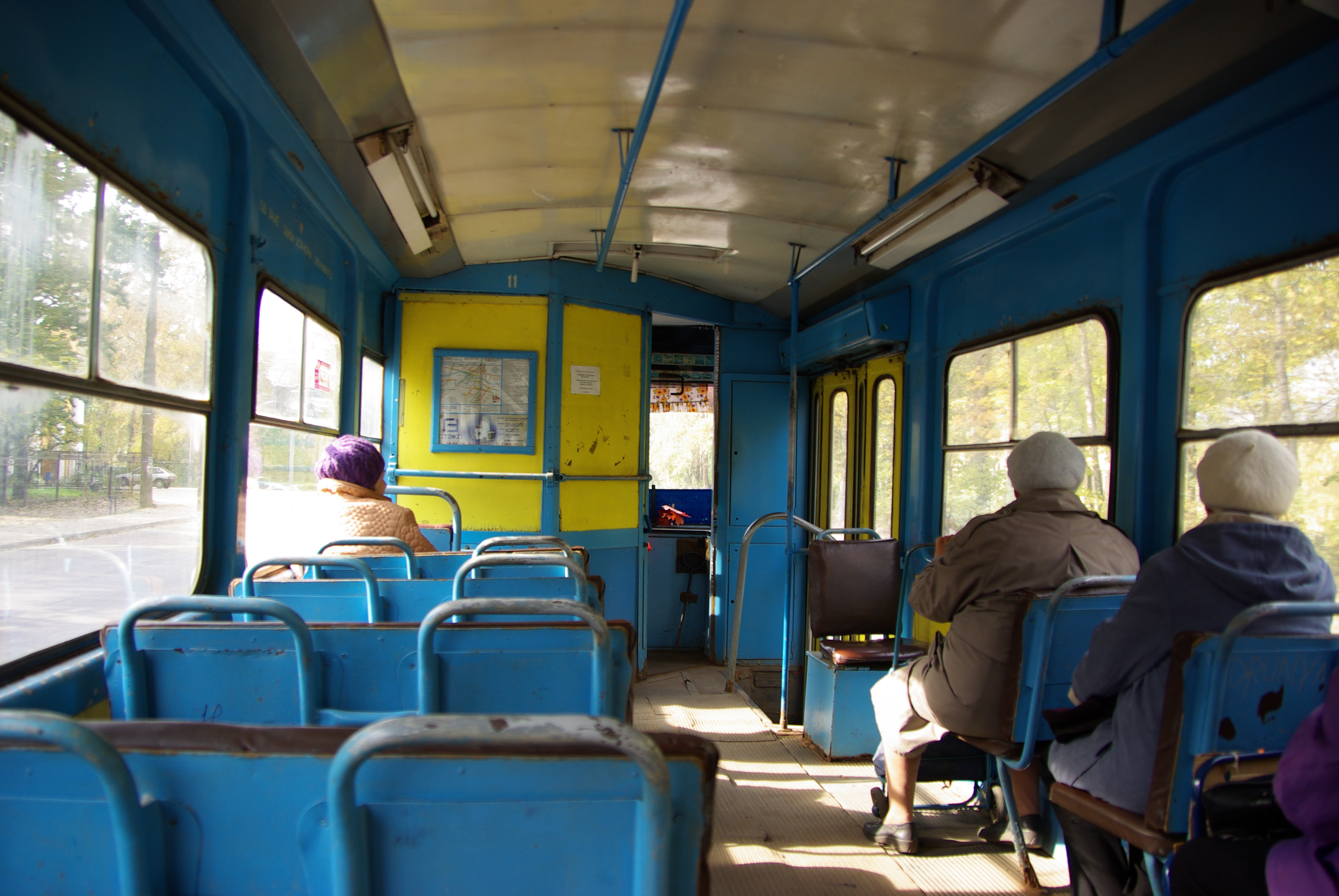
Салон Тверского трамвая Tatra T6 (2008)

С 2008 года трамвайное хозяйство Твери управляется МУП «Городской электротранспорт». После признания МУП «ГЭТ» банкротом в октябре 2015 года управление тверским трамваем осуществляет муниципальное унитарное пассажирское автотранспортное предприятие № 1 города Твери (МУП «ПАТП-1»).
Предыдущая управляющая организация МУП «ТТУ» признана банкротом.

### Эксплуатация подвижного состава
- 9 сентября 2010 года появилась информация о том, что на месте трам. парка № 1 собираются построить торговый центр.
- 30 сентября 2010 года были разъединены все СМЕ. Начался перевод вагонов в трам. парк № 2 (Соминка)
- 1 октября 2010 года трам. парк № 1 прекратил выпуск вагонов на линию. На территории парка № 1 временно продолжала функционировать диспетчерская. статья «ТИА».
- 1 ноября 2010 года все трамвайные вагоны были переведены в трамвайное депо № 2 (Соминка)
- 26 ноября 2010 года появился сюжет «ТНТ» Тверской проспект, в котором называется судьба Первого трамвайного парка: планируется возвести новый жилой микрорайон.
- 29 ноября 2010 года появился сюжет «РЕН-ТВ» Пилот (недоступная ссылка), в котором также упоминается судьба первого трамвайного парка.
- 30 июля 2011 года началась единая перекраска вагонов в бело — оранжевый цвет. Первыми были перекрашены вагоны с бортовыми номерами № 26, 140, 161, 215 и 333.
- 16 июня 2012 года установлены электронные маршрутные указатели на трамваи 71-608К, Tatra T6B5, Tatra T3, 71-605А, ЛМ-99АЭН
- С 1 июля по октябрь 2014 года осуществляется тестирование автоматизированной системы оплаты проезда (без кондуктора).
- 27 июня 2015 года, в День города, на линию вышли новые трамваи марки City Star. Всего на нужды города было закуплено 5 таких вагонов; в октябре поступило ещё 3 вагона. В ближайшее время ожидается ремонт городских путей, на это муниципалитет выделяет порядка 50 миллионов рублей.
- В октябре 2015 начался капитальный ремонт вагонов Татра Т3 с заменой ТЭД и электрооборудования, бандажей колесных пар, модернизацией салонов под современные требования. Отремонтированные вагоны окрашиваются по цветовой схеме вагонов City Star — в серо-белые цвета с красными полосами. Первым был отремонтирован вагон № 219.
- С 30 июля 2016 года на линию выходит только 8 вагонов, остальные законсервированы.
- Начиная с 14 августа 2017 г. трамваи City Star отставлены от выхода на маршрут в связи с обнаруженными неполадками[36], вместо них в рейс вышли восстановленные в 2016—2016 годах трамваи Tatra T3. Глава администрации Твери Алексей Огоньков заявил, что производителем вагонов City Star (ПК Транспортные системы) совместно эксплуатирующей организацией МУП «ПАТП-1» проводится анализ неисправности, и что один из вагонов должен вернуться на линию 15 августа 2017 г.[37]; остальные же вернутся на маршрут по мере ликвидации неисправностей.

Tatra T6B5 №1
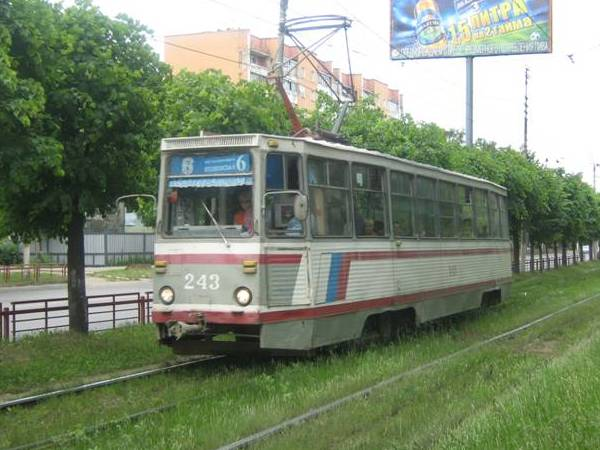
71-605А №243 на проспекте Чайковского
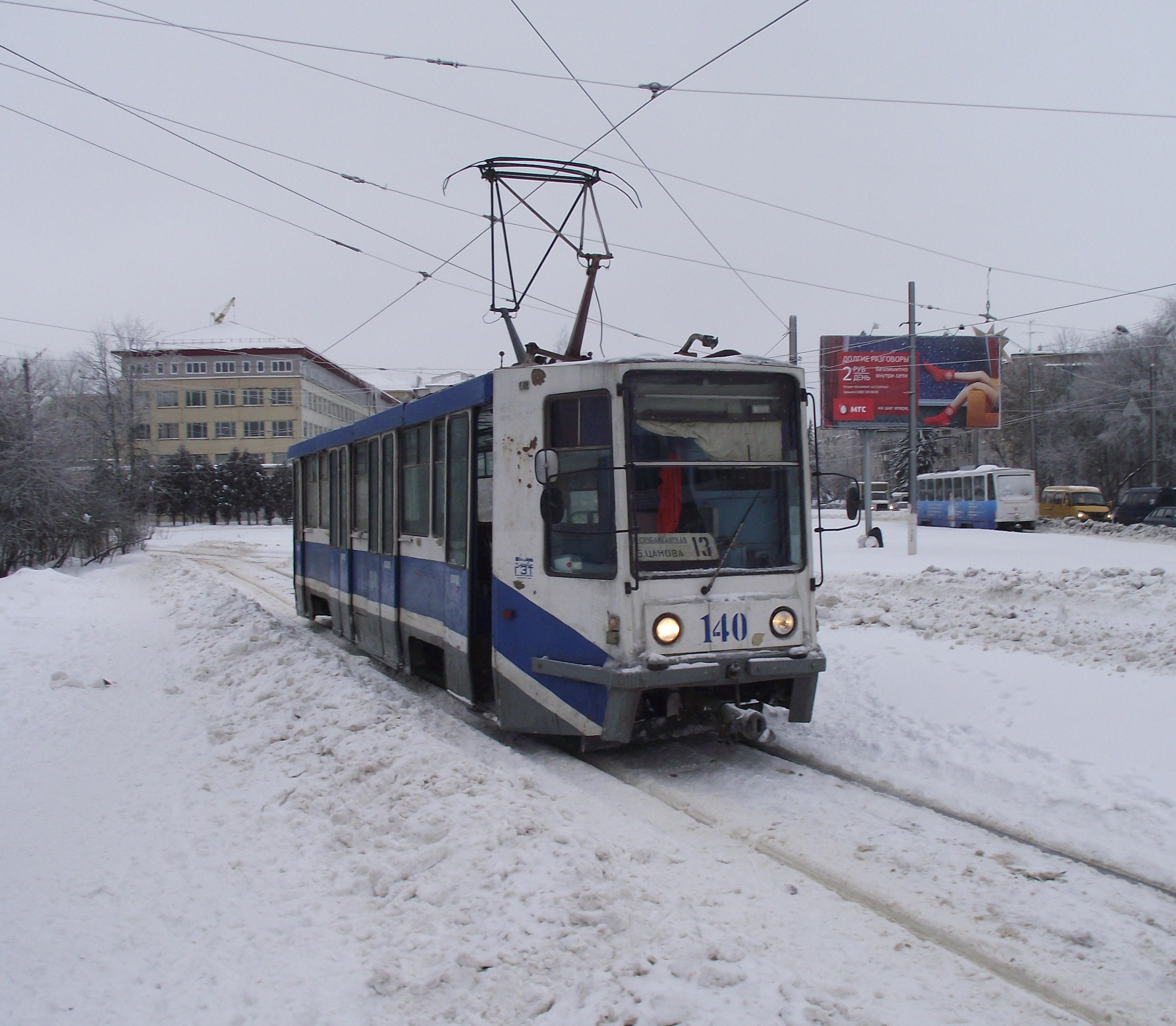
71-608К № 140 на конечной «Республиканская улица»
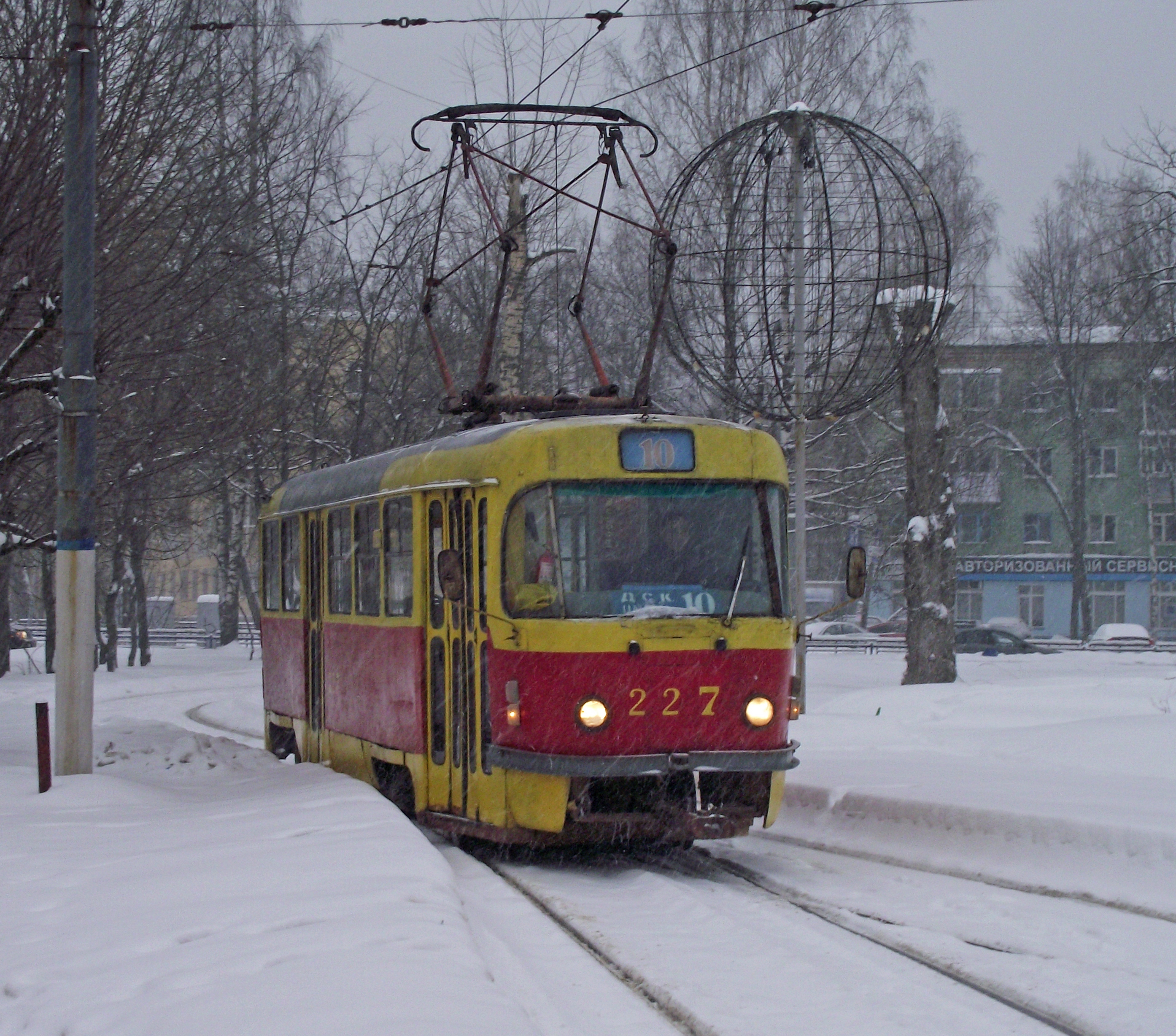
Tatra T3SU № 227 (бывший 4) на конечной «Домостроительный комбинат»(ДСК)

## Закрытые линии
- В 1993 году были демонтированы стрелки поворота с Тверского проспекта на проезд Дарвина (пл. Капошвара), который использовался 7-м и 16-м маршрутами. Сам поворот был разобран только в 1999 году. Изоляторы контактной сети на растяжках сохранялись до лета 2023 года.
- 26 мая 1997 года была закрыта часть линии на Советской улице, идущая от Тверского проспекта на Пролетарку, через улицу Софьи Перовской. Рельсы были демонтированы, улица была капитально отремонтирована.
- 3 мая 1999 года был запланирован[38] ремонт дорожного полотна на Советской, на время которого 3-й и 4-й были перенесены на проспект Победы. Однако после окончания ремонта маршруты назад не вернулись, и линия, идущая от площади Гагарина по ул. Вагжанова и Советской ул. до Тверского проспекта, была закрыта. Контактная сеть была демонтирована, стрелки и повороты на линию разобраны. Основной рельсовый путь демонтирован не был.
- 1 июня 2004 года началась реконструкция Восточного моста, соответственно трамвайное движение по нему прекратилось, маршрут № 4 «ДСК — Искож» был закрыт, а маршрут № 15 «Южный — дер. Старая Константиновка» был перенесен на проспект Победы.
- 20 апреля 2009 года была закрыта линия Республиканская улица — Мигалово, 14-й маршрут укорочен до Республиканской улицы.
- 12 октября 2009 года закрыто движение в Южный и на Искож.
- 29 мая 2011 года начался демонтаж участка линии «Республиканская улица — Мигалово» — единственного в России участка трамвайных путей, пересекающего федеральную трассу «Россия» — в связи со строительством транспортной развязки. При начале строительства трамвайное движение планировалось сохранить. В итоге рельсовый путь был демонтирован на всём участке, кроме непосредственного пересечения с трассой.
- 25 августа 2011 был разобран небольшой участок рельсового пути в посёлке Крупской возле дома № 13 по Бурашевскому шоссе.
- 12 июля 2012 года в рамках капительного ремонта Восточного моста начался демонтаж трамвайных путей, движение по которым не осуществлялось с июня 2004 года. После ремонта трамвайную линию на мосту решено оставить.[39]
- С 14 по 26 ноября 2012 года по причине плохого состояния путей была закрыта линия от площади Капошвара до бульвара Цанова.[40]
- С 30 ноября 2012 по 26 апреля 2013 года не эксплуатировалась линия от КСМ-2 до Старой Константиновки.
- С 28 мая 2013 года до 29 июня 2013 в связи с уширением межрельсовой колеи на пересечении проспектов Победы и Волоколамского вновь была закрыта линия от площади Капошвара до бульвара Цанова[41]
- Летом 2013 года демонтированы трамвайные пути на улице Орджоникидзе от площади Гагарина до площади Терешковой.
- Летом 2014 года демонтированы съезды в 1-е депо и пути на площади Капошвара.
- C 17 июля 2014 года маршрут трамвая № 6 укорачивается до КСМ-2. По причине плохого состояния путей участок от КСМ-2 до деревни Старая Константиновка закрыт для пассажирского движения.
- С 31 июля 2014 года в целях обеспечения безопасности перевозки пассажиров прекращено движение трамваев по маршруту № 6 «Деревня Старая Константиновка — Автовокзал».
- С 16 по 29 августа 2014 года, в связи с ремонтом моста через реку Тьмаку в створе улицы Спартака, временно прекращалось движение трамваев маршрутов № 13 и № 14.
- В октябре 2014 года демонтированы пути на участке поселок им. Крупской — микрорайон Южный.
- В мае 2015 года демонтировано кольцо Старая Константиновка, в июне того же года участок путей Речного вокзал — КСМ-2 — Старая Константиновка демонтирован[42].
- 17 августа 2015 года вся система была закрыта на ремонт, который осуществлялся только по трассе маршрута № 5. Линии на бульвар Цанова и от Пролетарки до Республиканской улицы законсервированы. 28 октября возобновилось движение по маршруту № 5, 26 декабря — № 14.
- 2 августа 2017 года начался демонтаж неиспользуемых уже второе десятилетие трамвайных путей на улицах Советская и Вагжанова[43].
- 11 августа начался демонтаж трамвайных путей на проспекте Калинина[6], по которым вплоть до марта 2016 года осуществлялось движение маршрута № 14; при этом, маршрут по-прежнему указан в списке действующих на сайте администрации города[44]. После редизайна сайта городской администрации, упоминание о маршруте № 14 пропало — единственным действующим указан маршрут № 5[45].
- К концу августа работы по демонтажу путей на проспекте Калинина, а также улицах Советская и Вагжанова, был завершён: пути были полностью разобраны, и одновременно с текущим ремонтом дорожной сети, на бывшую трассу пути был уложен асфальт.
- С 14 ноября 2018 года трамвайная линия была закрыта, как заявлялось, временно, под предлогом проведения ремонтных работ. 29 апреля 2019 года начался демонтаж трамвайных путей на ул. Спартака и проезде Дарвина, 10 июля 2019 года начался демонтаж трамвайных путей на проспекте Победы.[46]
- В ночь на 30 октября 2021 года в Твери полностью демонтирована вся контактная сеть[47].
- 22 мая 2022 года демонтирована линия по улице Спартака от проспекта Калинина до Рождественского монастыря.
- В сентябре 2022 года демонтированы пути на Новом Волжском мосту.
- Летом 2023 года демонтированы пути на Тверском проспекте[47].
- В августе 2024 года демонтированы пути на мосту Петра Богомолова.
- На сентябрь 2024 года пути сохраняются на Петербургском шоссе, Восточном мосту, улицах Дарвина и Спартака, проспекте Чайковского, улице Коминтерна и конечных станциях «ДСК», «Вагоностроительный завод» и «Автовокзал».

Заброшенные трамвайные пути у вокзала (2023)

## Общественное мнение
Согласно опросу, проведенному газетой «Комсомольская правда», подавляющее большинство респондентов (85,5 %) высказались за сохранение трамвая в Твери, и только 12,2 % высказались против. Кроме того, отмечается, что трамваи являются своего рода «визитной карточкой» Твери.

### Социальные сети
- Сообщество «ВКонтакте»
- Сообщество в «Facebook»